# Z検定
Z検定（Zけんてい）は、正規分布を用いる統計学的検定法で、標本の平均と母集団の平均とが統計学的にみて有意に異なるかどうかを検定する方法である。
Z検定を用いるにはいくつかの条件に適合しなければならない。最も重要なのは、Z検定は母集団の平均と標準偏差（母数）を用いるものであるから、これらがわかっていなければならない、ということである。標本は母集団から抽出された単純ランダム標本でなければならない。また母集団は正規分布に従うことがわかっていなければならない。ただし母集団が正規分布に従うかどうか判然としない場合でも、用いる標本のサイズが十分大きければ（一般に30から40以上ならば）よい。
Z検定は、標準テスト（全国の生徒に同じテストを行い、各学校の成績がその中でどのレベルにあるかを調べる）など、母集団が完全にわかっている場合に用いられる。しかし母集団の正しい標準偏差σを知るというのは一般には現実的でない。
母数を正確に知るのが不可能な場合には、スチューデントのt検定（t分布を用いるので母数を扱う必要がない）を用いるのが現実的である。

## 方法
まず次の数値が既知であるとする：
- σ（母集団の標準偏差）
- μ（母集団の平均）
- x （標本の平均）
- n （標本サイズ）

次のように平均の標準誤差（SE）を求める：
{\displaystyle SE={\frac {\sigma }{\sqrt {n}}}}
次にzスコアを次の式から求める：
{\displaystyle z={\frac {x-\mu }{SE}}}
このzスコアをZ数表（平均とzスコアの間の正規分布曲線の下の面積パーセントを数表にしたもの）と比較する。これにより、zの計算値が偶然の範囲内にあるか、それとも平均と大きく離れており偶然とは考えられないかが示される。